# East Williston (Floride)
East Williston est une census-designated place du comté de Levy, dans l'État de Floride, aux États-Unis,. En 2020, elle compte une population de 780 habitants.